# Beuren (Rhénanie-Palatinat)
Pour les articles homonymes, voir Beuren.
Beuren est une municipalité allemande située dans le land de Rhénanie-Palatinat et l'arrondissement de Cochem-Zell.